# Banc Agulhas
El Banc Agulhas, en anglès: Agulhas Bank en portuguès: Cabo das Agulhas és una part ampla i poc profunda del sud d'Àfrica que s'estén fins a 250 km al sud del Cap d'Agulhas abans de caure abruptament cap a la plana abissal
És la regió oceànica on es troben el càlid Oceà Índic i el fred Oceà Atlàntic. Aquesta convergència condueix a condicions de navegació traïdores, que representen nombrosos bucs destruïts a la zona al llarg dels anys. Tanmateix, la reunió dels oceans aquí també alimenta el cicle de nutrients per a la vida marina, convertint-se en un dels millors bancs de pesca a Sud-àfrica.

## Extensió i característiques

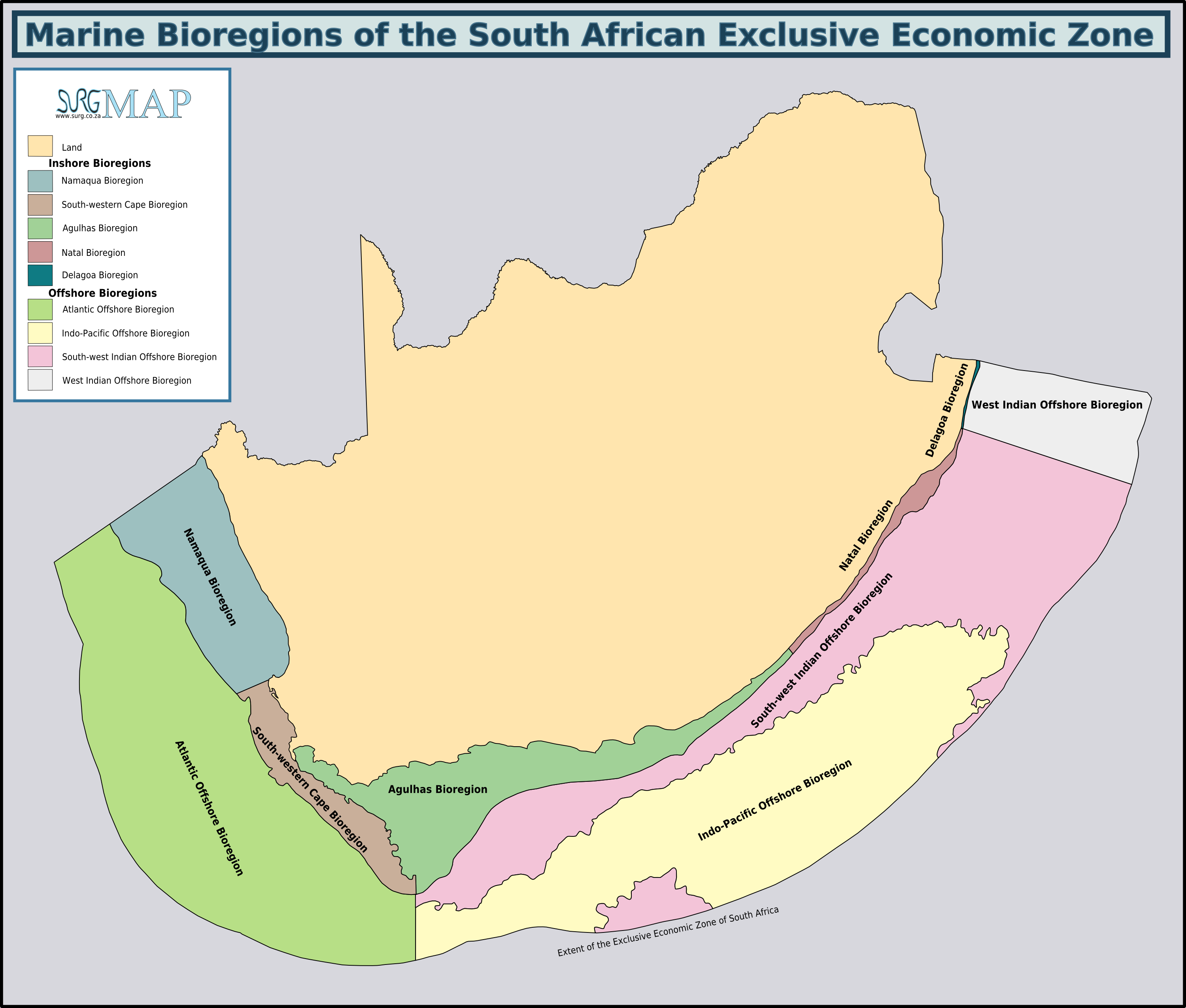
La bioregió Agulhas (en verd fosc) és virtualment la mateixa que l'ecoregio Agulhas.

El banc Agulhas s'estén aproximadament 800 km (500 mi) al llarg de la costa africana, des de la Península del Cap (18°E) a Port Alfred (26°E), i fins a 250 km (160 mi) d'ella. El banc és 50 m (160 ft) fons prop de la costa i arriba a 200 m (660 ft) abans d'enfonsar-se abruptament a 1,000 m (3,300 ft)a la vora sud.
La plataforma té una superfície de 116,000 km2 (45,000 sq mi) amb una fondària mitjana de 100 m (330 ft).
L'Avaluació Nacional de Biodiversitat Espacial 2004 va reconèixer 34 biozones dins 9 bioregions (de les quals quatre estaven en alta mar). L'Avaluació Nacional de Biodiversitat 2011 va reemplaçar aquestes ecozones i biozones amb els termes ecoregions i ecozones. El 2011, l'Ecoregió d'Agulhas es va dividir en quatre ecozones diferents: Agulhas a la vora del mar, plataforma interior d'Agulhas, plataforma externa d'Agulhas i vora de la plataforma Agulhas
. 33 hàbitats bentònics diferents s'han identificat en el Banc d'Agulhas.
Hi ha desenes d'esculls temperats calents al llarg de la costa de l'Ecoregió d'Agulhas que abasta des de 5–30 m (16–98 ft) sota el nivell del mar.